# Bluenose
Il Bluenose fu un veliero canadese del XX secolo e divenne un simbolo per la sua provincia d'origine, la Nuova Scozia.

## Storia

### Dal varo all'affondamento
Progettato da William Roué e costruito nei cantieri Smith & Rhuland, il Bluenose fu varato a Lunenburg, Nuova Scozia, il 26 marzo 1921 e destinato a barca da competizione e pesca in risposta alla sconfitta subita dal Delawana, altro schooner da pesca, a causa del rivale Esperanto, di Gloucester, nel 1920.
La competizione fu sponsorizzata dal quotidiano Halifax Herald.
Il suo nome pare derivi da quello con il quale gli statunitensi designavano in passato i residenti sulle coste della Nuova Scozia il cui naso era reso paonazzo a causa degli inverni molto rigidi, tipici di quelle zone.
Secondo altre fonti tale denominazione deriva dalle tracce di colore bluastro lasciate ai lati del naso provocate dallo sfregamento dei guanti di lana usati dai pescatori della Nuova Scozia, prodotti in zona e colorati artigianalmente.
Dopo una stagione di pesca sui Grandi Banchi, Blunenose sconfisse Elsie (al largo di Gloucester, MS), riportando il trofeo in Nuova Scozia.
Nel corso dei successivi 17 anni, nessun sfidante, americano o canadese, riuscì a strappargli il Trofeo Internazionale dei Pescatori.
È da notare che esso non fu solo una pura imbarcazione da competizione ma anche un mezzo per la pesca in generale che venne sfruttato intensamente durante tutto il suo periodo di esistenza.
Esso fu adibito alla pesca degli 'scallops', un tipo di ostrica, ed altre specie commestibili.
In almeno in una occasione fu premiato per la maggior quantità di pescato nella stagione e in altre simili competizioni.
Gli schooner da pesca divennero obsoleti dopo la seconda guerra mondiale e malgrado gli sforzi per mantenerlo in Nuova Scozia l'imbattuto Bluenose fu venduto per attività di nolo nelle Indie Occidentali.
Naufragò su di una scogliera corallina di Haiti il 28 gennaio 1946.

### Fama postuma

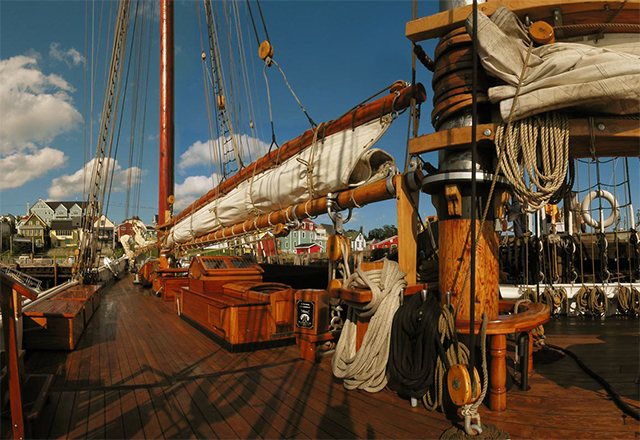
Il Bluenose II a Lunenburg

Il Bluenose ed il suo capitano, Angus Walters, furono registrati presso il Canadian Sports Hall of Fame nel 1955, facendo di esso il primo ed unico membro non umano del CSHF fino al 1960 quando fu aggiunto l'idroplano canadese Champion Miss Supertest 3º.
Nello stesso anno altro prestigio incrementò la fama del famoso peschereccio quando un nuovo traghetto delle ferrovie canadesi, destinato il servizio di linea tra Yarmouth e Bar Harbor, fu varato con il nome M/V Bluenose.
Il Bluenose, con velatura completa, è riprodotto in un francobollo delle Poste canadesi emesso nel 1929 così come in altri due francobolli del 1982 e 1999.
Compare anche nell'odierna targa degli autoveicoli della Nuova Scozia.
L'immagine di un generico schooner riprodotta sulla moneta canadese da 10 cent. (dime) fu per anni comunemente conosciuta come "il Bluenose".
Nel 2002 il Governo canadese ha ufficialmente dichiarato che l'immagine è quella del veliero.

### Bluenose II
Il suo successore, Bluenose II, fu varato a Lunenburg il 24 luglio 1963, costruito fedelmente in base ai disegni originali e per opera di molti degli stessi operai del primo Bluenose.
Esso costò 208.000 dollari e fu finanziato tramite la famiglia Oland come strumento di marketing per le loro attività di distillazione in Halifax e St. John's.
La sua popolarità lo portò ad essere poi venduto al Governo della Nuova Scozia il quale trasferì il possesso della nave all'ente di tutela canadese "Bluenose II Preservation Trust".
Il mandato del Trust era di riportare il battello, deteriorato a causa della scarsa manutenzione, alle originarie condizioni operative e destinarlo al pubblico della Nuova Scozia.
Durante l'inverno del 1994-95 l'ente restaurò la chiglia ed ebbe rinnovato tale incarico a maggio.
Il Trust curò e gestì il Bluenose II fino al 31 marzo 2005 quando il Governo collocò il battello sotto la gestione della Lunenburg Marine Museum Society.
Oggi il battello dà il benvenuto ai turisti di Lunenburg ed inoltre è il simbolo della provincia della Nuova Scozia.
Durante l'estate viene condotto in visita presso vari porti della Nuova Scozia e spesso veleggia verso altri porti della costa orientale.
Per rispetto al suo illustre predecessore il Bluenose II non partecipa ad alcuna gara ufficiale.
Bluenose II, come l'originale, era dotato della maggiore randa del Mondo, con una superficie di 386 m² (4.155 ft²) ed aveva una superficie velica complessiva di 1036 m² (11,150 ft²).
Attualmente, è lo sloop Mirabella V ad avere la maggior randa tra tutti i velieri, con superficie di 1557 m² (16,760 ft²).
Fondi per la gestione della nave sono ottenuti tramite pagamento del viaggio a bordo, donazioni pubbliche e vendite di articoli presso il Fisheries Museum Gift Shop di Lunenburg, amministrato dalla Lunenburg Marine Museum Society.

### Bluenose IV
Joan Roue, la pronipote del progettista, ha iniziato la raccolta di fondi per costruire un nuovo Bluenose.
Per la signora Roue vi sarebbe la necessità di un nuovo "ambasciatore" e simbolo della Provincia.
In un sito web sono riportati tutti i particolari.
Il nome Bluenose III è di proprietà della Provincia della Nuova Scozia e la signora Roue non ha potuto ottenere un permesso per il suo uso sul nuovo schooner.
Lei sta comunque procedendo, assieme alla società North Atlantic Enterprises, con il nome Bluenose IV.
Nel frattempo, il Bluenose II visita ancora porti lungo le coste degli USA orientali e Canada, Grandi laghi inclusi.

### Bluenose nei media
Il cantautore canadese Stan Rogers onorò entrambe le navi nella sua canzone omonima,
inclusa nel suo album Turnaround, pubblicato nel 1978, e in Home in Halifax, uscito postumo nel 1994.
Un veliero chiamato Bluenose comparve nel 1990 in un programma per bambini, Theodore il Rimorchiatore.
Nel film-Documentario "Imax - Over Canada", prodotto alla fine del XX secolo per i cinema IMAX, nel capitolo dedicato alla Nova Scotia, viene mostrato il Bluenose II in navigazione al largo di Lunenburg.